# Barra do Garças (ort)
Barra do Garças är en ort i Brasilien.   Den ligger i kommunen Barra do Garças och delstaten Mato Grosso, i den centrala delen av landet, 500 km väster om huvudstaden Brasília. Barra do Garças ligger 302 meter över havet och antalet invånare är 52 398.
Terrängen runt Barra do Garças är platt söderut, men norrut är den kuperad. Barra do Garças är det största samhället i trakten.
Omgivningarna runt Barra do Garças är huvudsakligen savann. Runt Barra do Garças är det ganska glesbefolkat, med 25 invånare per kvadratkilometer.